# La Esmeralda, Pénjamo
La Esmeralda är en ort i Mexiko.   Den ligger i kommunen Pénjamo och delstaten Guanajuato, i den centrala delen av landet, 300 km väster om huvudstaden Mexico City. La Esmeralda ligger 1 720 meter över havet och antalet invånare är 121.
Terrängen runt La Esmeralda är kuperad åt nordost, men åt sydväst är den platt. Runt La Esmeralda är det ganska tätbefolkat, med 104 invånare per kvadratkilometer. Närmaste större samhälle är La Piedad Cavadas, 17,6 km väster om La Esmeralda. Omgivningarna runt La Esmeralda är en mosaik av jordbruksmark och naturlig växtlighet.